# 萨利尼勒维夫
萨利尼勒维夫（法語：Saligny-le-Vif，法語發音：[saliɲi lə vif]）是法国谢尔省的一个旧市镇，属于布尔日区。2019年，萨利尼勒维夫与市镇拉韦尔迪讷并入市镇博日。

## 地理
萨利尼勒维夫（47°2'44"N, 2°45'59"E）面积15.29 平方千米，位于法国中央-卢瓦尔河谷大区谢尔省，该省份为法国中部省份，北起卢瓦雷省，西接卢瓦-谢尔省和安德尔省，南至克勒兹省，东南接阿列省，东临涅夫勒省。
与萨利尼勒维夫接壤的市镇（或旧市镇、城区）包括：阿沃尔、博日、克朗河畔邦日、拉韦尔迪讷、维勒基耶。

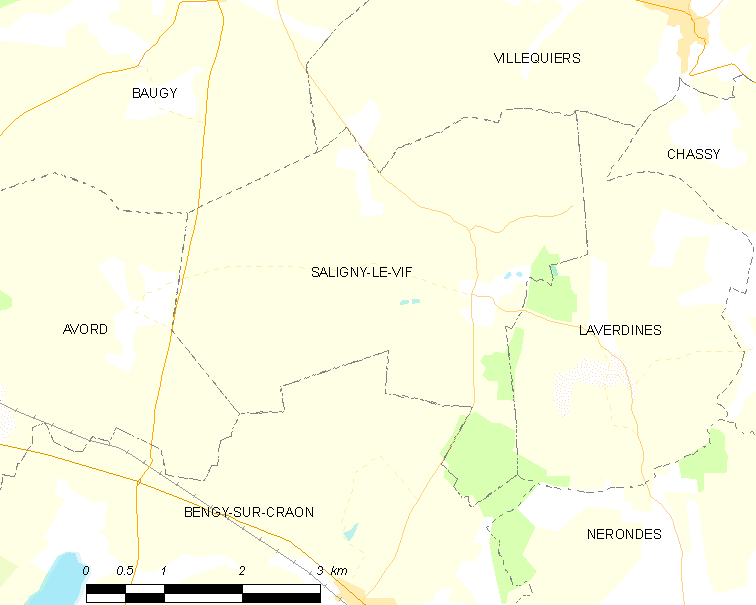
萨利尼勒维夫的OSM定位图

萨利尼勒维夫的时区为UTC+01:00、UTC+02:00（夏令时）。

## 行政
萨利尼勒维夫的邮政编码为18800，INSEE市镇编码为18239。

## 政治
萨利尼勒维夫所属的省级选区为阿沃尔县。

## 人口

1962-2008年间萨利尼勒维夫人口变化图示

萨利尼勒维夫于2018年1月1日时的人口数量为188人。